# 百瀬、こっちを向いて。
『百瀬、こっちを向いて。』（ももせ、こっちをむいて。）は、中田永一による日本の恋愛小説集。及び、その表題作品。
表題作「百瀬、こっちを向いて。」は、2014年に早見あかりの主演で映画化、2016年に加藤拓也の演出で舞台化（後述）。
2014年3月現在、表題作「百瀬、こっちを向いて。」の主人公・相原ノボルのクラスメート・田辺を主人公とした番外編「鯨と煙の冒険」がJT公式WEBサイト「ちょっと一服ひろば」で無料公開されている。

## あらすじ&登場人物

### 百瀬、こっちを向いて。
- 初出：恋愛小説アンソロジー『I LOVE YOU』（2005年・祥伝社）

主人公の相原ノボルは、東京の大学卒業を控えて博多へ戻った時、妊娠中の神林先輩と再会し、知り合った高校に入学して間もない頃の8年前の5月末からの出来事を振り返る。
自分たちにとって高嶺の花だった神林が、同じ3年のバスケット部の男と付き合っているらしいという話を聞いたノボルはその相手がかつてより慕う宮崎先輩であると知り納得する。しかし1か月前に宮崎が別の少女と一緒にいたことを思い出したノボルは不思議に思う。ある日、ノボルは宮崎に呼び出された図書室で、宮崎のもう一人の交際相手であるその少女・百瀬陽に引き合わされる。宮崎先輩は神林から浮気の疑いをかけられており、それを晴らすためにノボルに百瀬と付き合う振りをしてほしいと頼まれ、ノボルは承知する。唯一の友達である田辺にも真相は明かさず、学校にいる間はもちろん神林の前でも精一杯恋人同士の演技をする。一方で、百瀬は相変わらず宮崎との交際を続けているらしい。
ある日、神林の提案で4人でダブルデートをする話がもちあがる。その日までに出会いの設定を考えたり、デートの服を決めたりするために自分の部屋に百瀬を呼んで準備をしたが、百瀬と一緒にいて楽しい、嬉しいという気持ちを遮断しなければならないことにノボルは息苦しさを感じはじめる。デート当日、ノボルは『刑事ジョン・ブック 目撃者』を見に行った映画館で緊張のあまり気分が悪くなるが、百瀬に肩を貸してもらって休み、その後のデートの行程をなんとかこなす。神林をだますことにノボルは胸が痛んだが、百瀬も同じく限界のようだった。「平気でいられると思う？あの人が最終的に選ぶのは、きっと彼女なんだから。」。そんな百瀬の姿を見たことと、憧れの宮崎先輩の行動に対する幻滅で落胆していたとき、田辺に声をかけられたノボルは今までのことを包み隠さず話し、そこで百瀬への恋心を指摘される。制御できない恋愛感情に苦しみ、知らなければよかったというノボルに、田辺は「僕はそうは思わないよ。素敵なこと、尊いことだよ。」と優しく言う。ノボルは宮崎を呼び出し、自分の気持ちを正直に告げる。宮崎は「もう忘れろよ、俺はおまえを利用してたんだ、恨めよ」という言葉と共に、ノボルに百瀬への手紙を託す。百瀬はその手紙を読み、ほのかに赤くなった目をこする。手紙には別れが告げられていたらしい。
宮崎はその後神林と結婚し、経営が危うくなっていた父親の店を継ぎ、東南アジアで商品を生産する際の資金援助を神林家から受ける。ダブルデートの日から8年たった今、ノボルは神林に思い切って質問をぶつける。あの日、「ほおずき市」で落ちていたホオズキを宮崎に渡したのは、花言葉（裏切り、不貞、浮気）を知っていたからではないのか？ 神林は笑みを浮かべて人差し指を唇にあてる。先輩と別れた後、ノボルは東京の大学に受かって上京する時に思いを告げた百瀬との待ち合わせ場所に向かう。
相原 ノボル（あいはら のぼる）
主人公。高校1年生。薄暗い電球のように覇気がなく、学力も運動能力も平均以下、社交能力は5歳以下、髪の毛も服装もださださの”底辺”の人間。田辺と共に、クラスでは障害物のように扱われている。外見と精神の良し悪しを総合したものを”人間レベル”と呼び、自分は2くらいだと思っている。両目とも視力は2.0。趣味は漫画を読むこと。小学2年生の時、自転車で大冒険をして筑後川沿いの斜面をすべり落ちたが誰にも助けられず死にかけた時、瞬兄ちゃん（＝宮崎先輩）に助けてもらったことがあり、その時の傷が今も左の足首から膝まで伸びて残っている。運動音痴。父親はいないが、母に再婚の意思はない。
百瀬 陽（ももせ よう）
野良猫のような挑戦的な目つきをしているが、髪の毛は真っ黒でまるで野生動物のようにシンプルな格好良さがある。校則などは気にしない性格で、ずけずけとものを言い、不良生徒とも同等に話すなど、ノボルとは正反対の性格。趣味はスポーツ観戦。
神林 徹子（かんばやし てつこ）
高校3年生。高校で1番の美人で背がひときわ高く、髪は腰のあたりまで伸ばしている。自宅に何台もの外車があるという地元でも有名な資産家の娘。おちついた物腰。ノボルによる人間レベルは90前後。運動は苦手。花言葉をよく知っている。
宮崎 瞬（みやざき しゅん）
高校3年生。バスケットボール部所属。実はノボルとは家が近所で母親同士が仲が良かったため、ノボルにとっては兄のような存在だった。会社の経営戦略やマーケティングに興味を持ち、いつも本を読んでいる。徹子曰く”彼ほど変な人はいない”。ノボルによる人間レベルは90前後。父親は郊外型の広い敷地面積をもつ紳士服店を経営している。
田辺（たなべ）
ノボルのクラスメイトであり、ノボルが高校に入って唯一できた友人。外見は大柄だが気性は穏やか。まるで象や鯨が話しているかのようなゆったりした話し方をする。ノボルによる人間レベルは2で、ノボルは自分と同じ種類の人間であるとみなしている。

### なみうちぎわ
- 初出：恋愛小説アンソロジー『LOVE or LIKE』（2006年・祥伝社）

### キャベツ畑に彼の声
- 初出：恋愛小説誌『Feel Love Vol.2』（2007年・祥伝社ムック）

### 小梅が通る
- 書下ろし

## 書籍情報
- 単行本：祥伝社、2008年5月9日発行、ISBN 978-4-39-663297-7
- 文庫：祥伝社文庫、2010年8月31日発行、ISBN 978-4-39-633608-0、解説：瀧井朝世

## 映画
2014年5月10日、表題作の「百瀬、こっちを向いて。」が映画化され、スールキートス配給にて公開された。日本での公開と前後して、イタリアの第16回ウディネ・ファーイースト映画祭に正式招待作品として上映された。

### キャスト（映画）
- 百瀬陽 - 早見あかり[3]
- 相原ノボル - 竹内太郎（15歳） / 向井理（30歳）[3]
- 神林徹子 - 石橋杏奈（18歳）[4]
- 宮崎瞬 - 工藤阿須加
- 田辺真治 - ひろみ（第2PK）
- 相原悦子 - 西田尚美： ノボルの母
- 宮崎徹子 - 中村優子： 33歳時の神林徹子
- 吉岡先生 - きたろう

### スタッフ（映画）
- 監督 - 耶雲哉治
- 原作 - 中田永一『百瀬、こっちを向いて。』
- 脚本 - 狗飼恭子
- 音楽 - 阿南亮子
- 主題歌 - WEAVER「こっちを向いてよ」（A-Sketch）[5][6]
- 企画・制作プロダクション - ROBOT
- 配給 - スールキートス
- 製作 - 映画「百瀬、こっちを向いて。」製作委員会（ROBOT、ハピネット、BS日テレ、スールキートス、ソニーPCL、TSUTAYA、東急エージェンシー、A-Sketch、ホリ・エージェンシー、テレビ埼玉）

### 製作・プロモーション
映画化にあたっては多少設定に変更があり、作中の現在のノボルは30歳の新人小説家で、処女作を刊行し文学賞を受賞した記念に母校の高校で講演を行うため15年ぶりに帰郷し、次回作のための資料を調べるうちにホオズキの謎に気付くというエピソードにアレンジされている。また神林は妊娠中ではなく2児の母となっており娘を連れて登場する。このほか作中人物の心理を代弁するモチーフとして、ノヴァーリスの『青い花』、森鷗外の『舞姫』、映画『刑事ジョン・ブック 目撃者』などが登場する。
主要な出演者は演技経験の少ない新人俳優たちが中心で、監督の耶雲は1980年代のアイドル映画の雰囲気を原作に感じ、CMの制作などで得たノウハウを新人俳優たちの魅力を引き出すことに生かすことを目指した。撮影開始前の1か月間には彼ら俳優とワークショップを行い、脚本に描かれていない初恋の衝動や人物たちの揺れる感情を自分たちで考えさせるという演技指導を行った。
ロケーション撮影は千葉県流山市の流山市フィルムコミッションの協力により同市で行われた。これに関連したタイアップとして、流山市役所で2014年2月14日から5月30日までの期間限定で「恋届」（こいとどけ）の受付が行われる。これはピンク色の行政文書を模した届出用紙に、恋人あるいは恋人にしたい人、告白予定日の日付などを書いたものを流山市に届け出て恋愛中であることを証明するというもので、映画のテーマである「若者が恋愛をする気持ち」に賛同したものである。また、流山市の担当者は「少子化対策の一つになれば」ともコメントしている。web上で記入して受付印入りの用紙をダウンロードしたり、記入した用紙を流山市役所に持参して受付印を押印することができる。なお、web受付のデータは印刷後に消去され保存されない。また、片想いの相手に自分の思いを代わりに伝えてくれるといったサービスではなく、「想い」を受け付けるのみとなっている。

### 関連商品
- 『シナリオ』2014年6月号（シナリオ作家協会） - シナリオおよび狗飼恭子インタビューを掲載

### 受賞
- 第9回アジア国際青少年映画祭 最優秀監督賞
- 第24回日本映画批評家大賞 新人男優賞（南俊子賞）（工藤阿須加）

## 舞台
劇団た組。第11回公演として、同小説集に収録されている「小梅が通る」も合わせて『百瀬、こっちを向いて。／小梅が通る』のタイトルで舞台化され、2016年11月9日から13日まで全8公演がライブステージほっぢポッヂで上演される。脚本・演出は加藤拓也が担当。主演の百瀬は吉田まどかが演じる。

### キャスト（舞台）
- 百瀬 - 吉田まどか
- 柚希 - 高野祐衣
- 神林 - 松岡未紗
- 萩原成哉
- 澤田拓郎
- 布施勇弥
- 北口美愛
- 赤沼葵（Wキャスト）
- 水川華奈（Wキャスト）
- 大嶋伸治
- 小松金太郎
- 輝流（Wキャスト）
- 野田琴音（Wキャスト）

### スタッフ（舞台）
- 脚本・演出 - 加藤拓也
- 演奏 - 工藤圭一
- 舞台監督 - 福井健介
- 音響 - 臼井倶里
- 照明プラン - 高橋文章
- 照明オペレーター - 小住優利子
- 制作 - 坂入翔威 / 山口敦子
- 企画・製作 - 劇団た組。／わをん企画